# Mistrzostwa Polski w Szermierce 2006
Mistrzostwa Polski w Szermierce 2006 – 77. edycja indywidualnie i 66. edycja drużynowych Mistrzostw Polski odbyła się w dniach 22-23 kwietnia 2006 r. we florecie w Warszawie oraz 21-23 kwietnia 2006 r. w szpadzie i szabli w Gliwicach. W zawodach wystartowało prawie 300 zawodników i zawodniczek.

## Klasyfikacja medalowa
| Msc | Klub                    | złoto | srebro | brąz | Razem |
| --- | ----------------------- | ----- | ------ | ---- | ----- |
| 1.  | Sietom AZS AWFiS Gdańsk | 3     | 1      | 2    | 6     |
| 2.  | Legia Warszawa          | 2     | 1      | 1    | 4     |
| 3.  | OŚ AZS Poznań           | 2     | –      | –    | 2     |
| 4.  | Piast Gliwice           | 1     | 1      | 2    | 4     |
| 5.  | AZS AWF Katowice        | 1     | 1      | 1    | 3     |
| 6.  | KKSz Konin              | 1     | 1      | –    | 2     |
| 7.  | AZS AWF Wrocław         | 1     | –      | 1    | 2     |
| 8.  | IKS Leszno              | 1     | –      | –    | 1     |
| 9.  | AZS AWF Warszawa        | –     | 4      | 2    | 6     |
| 10. | AZS AWF Kraków          | –     | 1      | 2    | 3     |
| =   | AZS AWF Poznań          | –     | 1      | 2    | 3     |
| 12. | Warszawianka            | –     | 1      | –    | 1     |
| 13. | MOSiR Sosnowiec         | –     | –      | 3    | 3     |
| 14. | RMKS Rybnik             | –     | –      | 1    | 1     |
| =   | Muszkieter Gliwice      | –     | –      | 1    | 1     |

## Medaliści

### kobiety
| Konkurencja                           | Złoto                                                                                             | Srebro                               | Brąz                                                                                     |
| Medalistki indywidualne               |                                                                                                   |                                      |                                                                                          |
| floret (startowało 49 zawodniczek)    | Sylwia Gruchała (Sietom AZS AWFiS Gdańsk)                                                         | Anna Janas (AZS AWF Warszawa)        | Karolina Chlewińska (Sietom AZS AWFiS Gdańsk) Joanna Borkowska (Sietom AZS AWFiS Gdańsk) |
| szabla (startowało 32 zawodniczek)    | Bogna Jóźwiak (AZS OŚ Poznań)                                                                     | Irena Więckowska (AZS AWF Warszawa)  | Małgorzata Kozaczuk (Legia Warszawa) Izabela Sajewicz (RMKS Rybnik)                      |
| szpada (startowało 53 zawodniczek)    | Danuta Dmowska (Legia Warszawa)                                                                   | Małgorzata Bereza (AZS AWF Katowice) | Beata Tereba (AZS AWF Kraków) Natalia Markowska (AZS AWF Wrocław)                        |
| Medalistki drużynowe                  |                                                                                                   |                                      |                                                                                          |
| floret drużynowo (startowało 9 ekip)  | Sietom AZS AWFiS Gdańsk Sylwia Gruchała Magdalena Mroczkiewicz Karolina Chlewińska Magdalena Knop | AZS AWF Warszawa                     | AZS AWF Poznań                                                                           |
| szabla drużynowo (startowało 6 ekip)  | AZS OŚ Poznań Bogna Jóźwiak Barbara Mazur Agnieszka Zdrojewska                                    | AZS AWF Warszawa                     | MOSiR Sosnowiec                                                                          |
| szpada drużynowo (startowało 10 ekip) | Legia Warszawa Danuta Dmowska Magdalena Piekarska Małgorzata Stroka Dorota Woroniecka             | Warszawianka                         | AZS AWF Kraków                                                                           |

### mężczyźni
| Konkurencja                           | Złoto                                                                                           | Srebro                                    | Brąz                                                              |
| Medaliści indywidualni                |                                                                                                 |                                           |                                                                   |
| floret (startowało 55 zawodników)     | Sławomir Mocek (IKS Leszno)                                                                     | Radosław Glonek (Sietom AZS AWFiS Gdańsk) | Michał Majewski (AZS AWF Warszawa) Tomasz Ciepły (AZS AWF Poznań) |
| szabla (startowało 42 zawodników)     | Patryk Pałasz (KKSz Konin)                                                                      | Bartłomiej Olejnik (Legia Warszawa)       | Rafał Sznajder (MOSiR Sosnowiec) Adam Skrodzki (AZS AWF Katowice) |
| szpada (startowało 63 zawodników)     | Rubén Limardo (Piast Gliwice)                                                                   | Radosław Zawrotniak (AZS AWF Kraków)      | Adam Wiercioch (Piast Gliwice) Marek Jendryś (Piast Gliwice)      |
| Medaliści drużynowi                   |                                                                                                 |                                           |                                                                   |
| floret drużynowo (startowało 9 ekip)  | Sietom AZS AWFiS Gdańsk Radosław Glonek Paweł Kawiecki Wojciech Szuchnicki Krzysztof Pietrusiak | AZS AWF Poznań                            | AZS AWF Warszawa                                                  |
| szabla drużynowo (startowało 9 ekip)  | AZS AWF Katowice Marcin Gołda Marcin Koniusz Piotr Kucięba Adam Skrodzki                        | KKSz Konin                                | MOSiR Sosnowiec                                                   |
| szpada drużynowo (startowało 12 ekip) | AZS AWF Wrocław Robert Andrzejuk Tomasz Motyka Grzegorz Pawłowski Maciej Szumski                | Piast Gliwice                             | Muszkieter Gliwice                                                |